# 石川県道297号鍋谷寺畠線
石川県道297号鍋谷寺畠線（いしかわけんどう297ごう なべたにてらばたけせん）は、石川県能美市内を通る一般県道（石川県道）である。

## 路線概要
- 起点：石川県能美市鍋谷町マ1番1地先
- 終点：石川県能美市寺畠町イ239番2地先（＝石川県道55号小松辰口線交点）

起点から鍋谷川に沿って鍋谷町集落内を西へ進み、終点に至る。

## 歴史
- 1960年（昭和35年）10月15日：能美郡辰口町鍋谷（現在の能美市鍋谷町）から小松市園町の白江交差点（当時の国道8号交点、現在の国道305号と接続）に至るまでを「石川県道鍋谷和気小松線」として路線認定。
- 1994年（平成6年）4月1日：「石川県道鍋谷和気小松線」のうち、能美郡辰口町寺畠から小松市園町の区間を主要地方道に昇格し、石川県道54号寺畠小松線として分割。残りの区間を「石川県道297号鍋谷寺畠線」として新たに路線認定。

## 通過する自治体
- 石川県
  - 能美市

## 接続道路
- 石川県道54号寺畠小松線、石川県道55号小松辰口線（石川県能美市寺畠町：終点）